# جیمز تربر
جیمز گروور تربر (به انگلیسی: James Grover Thurber) نویسنده و کارتونیست آمریکایی است که در شهر کلمبوس از ایالت اوهایوی آمریکا متولد شد.

## زندگی‌نامه
جیمز تربر طنزنویس و هنرمند موفق آمریکایی در سال ۱۸۹۴ در شهر کلمبوس ایالت اوهایوی آمریکا به دنیا آمد. چشم‌های او در کودکی در تصادفی آسیب دید و به تدریج ضعیف شد تا اینکه نابینا شد و در سال ۱۹۶۱ درگذشت، از او میراثی باارزش از نوول‌ها و قصه‌های کوتاه فراوان بجا مانده‌است.
اوج فعالیت نویسندگی او مصادف با دورهٔ بحران اقتصادی آمریکا (۱۹۲۹–۱۹۳۹) بود. اینکه چرا طنز تربر با توجه به وضعیت بینایی و شرایط جامعهٔ معاصرش سیاه نیست شاید به این مسئله بازمی‌گردد که او یک آمریکایی میهن‌پرست بود و در اعلامیهٔ استقلال آمریکا آمده که ناشاد بودن یک خصیصهٔ غیرآمریکایی است و شاد بودن اولین و مهم‌ترین وظیفهٔ طبیعی آمریکایی‌ها به عنوان افرادی میهن‌پرست است.
بسیاری از آثار تربر هجوآمیز است. آدم‌های سرگشتهٔ آثار او با دلتنگی در جهانی توضیح ناپذیر گام برمی‌دارند، آدم‌هایی که به گونه ای خنده آور با جهان خود در جدالند. در این آثار تشتت، حماقت و احساس پوچی، که تمدن به انسان‌ها می‌بخشد، دیده می‌شود.